# 爱媛县
33°50′N 132°50′E / 33.833°N 132.833°E
爱媛縣（日语：／ Ehime ken */?）是位於日本四国岛西北部至中北部的一個县，縣廳所在地是松山市，轄區範圍相當於令制國中的伊予國。「愛媛」這一縣名得名於《古事记》中的國誕生神話一句（「愛比賣」和「愛媛」在日語同音）:21。愛媛縣轄有11市、9町，縣廳所在地是松山市。
愛媛縣的面積有5,676.23平方公里，佔日本全國的約1.5%，在各都道府縣中排名第26位，也是四國面積第二大縣。2022年時，愛媛縣有人口約130萬，是四國人口最多的縣，佔四國總人口的三分之一以上。全縣可分為東予地方、中予地方、南予地方三個地區。東予地方和中予地方是四國主要的工業地帶，南予地方則以農漁業為主。
愛媛縣在西側和北側臨瀨戶內海，县内有海拔高度1,982米的西日本第一高山石鎚山和道後溫泉等著名温泉。愛媛縣是日本主要的柑橘類水果产地之一，主要生產品種包括溫州蜜柑和伊予柑，利用柑橘生產的農副產品業亦十分興盛。愛媛縣亦是日本唯一擁有兩個現存天守的縣，且日本100名城中有五個位於愛媛縣內。

## 象徵
愛媛縣旗制定於1952年5月5日，以縣花蜜柑花為圖案。縣花蜜柑花亦是在同日制定。愛媛縣的縣樹是松樹，在1966年9月9日制定。縣鳥是棲息於石鎚山系的日本歌鴝，制定於1970年5月10日。縣獸是棲息在愛媛縣西南海岸的日本水獺，制定於1964年5月10日。縣魚是在愛媛縣各地均有捕撈的真鯛，制定於1993年6月15日。

## 地理

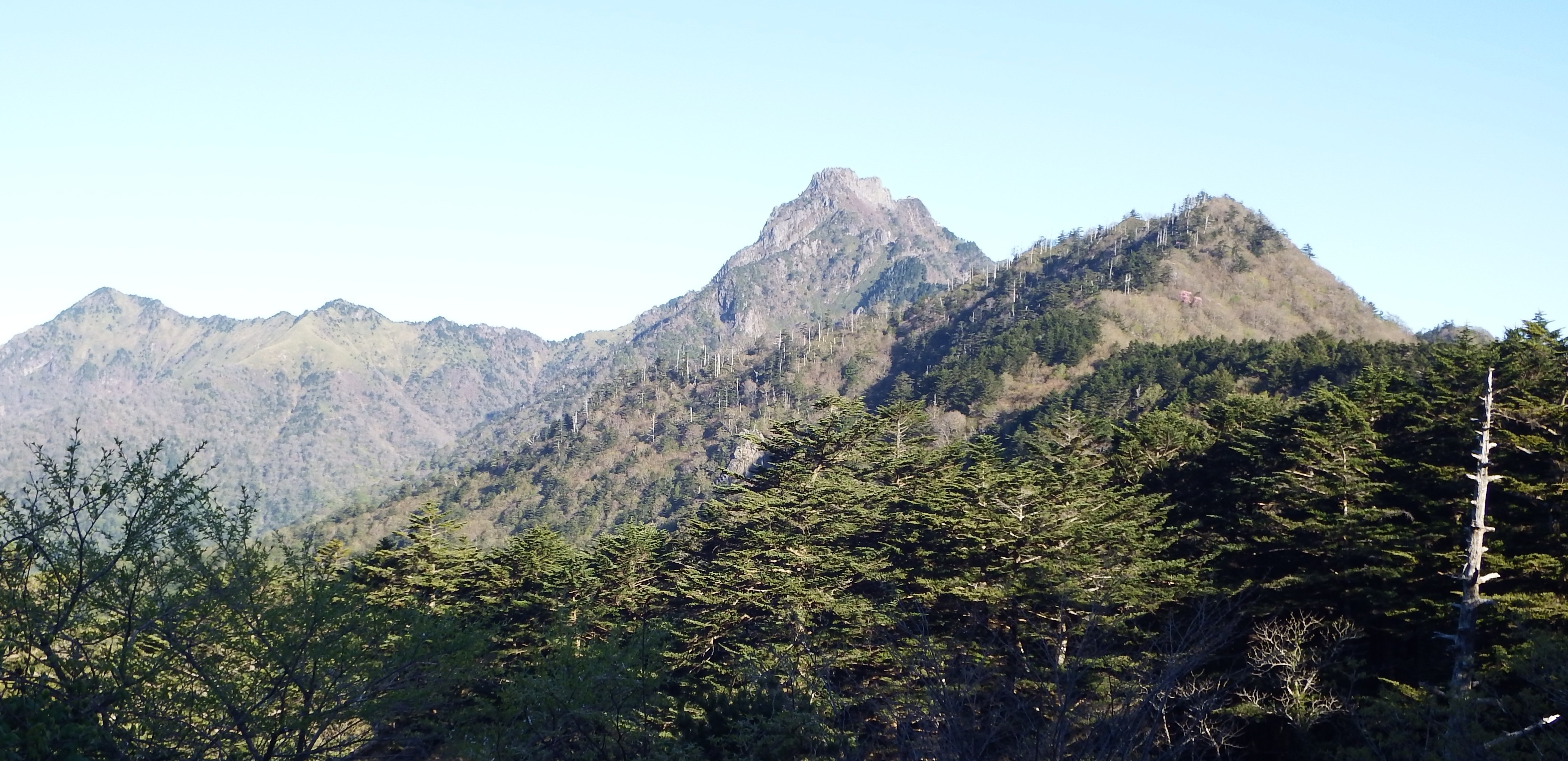
石鎚山是西日本最高峰

愛媛縣位於四國地方西北部，本土部分在陸上和香川縣、德島縣、高知縣接壤，藝予群島部分和廣島縣亦有陸上縣境，並隔海和山口縣、大分縣相望。以中央構造線為界，愛媛縣的地形和地質在南北有很大不同。北部除了高繩山地之外，以平緩的丘陵性山地為主。南部則是險峻的四國山地，西日本最高峰石鎚山亦位於這一地區:460。愛媛縣內平原面積狹小且大多位於中央構造線北側，主要平原有松山平原、今治平原、周桑·西條平原、宇摩平原等。這些平原大多是沖積扇形平原，通過河川堆積而形成:461。松山平原是這些平原中面積最大的平原，東西南北均長約20公里。由於松山平原土壤透水性較佳，因此地表水相對較少，而地下水資源則十分豐富:371。中央構造線以南的平原則大多是因地盤下沉後砂土堆積而形成的盆地，如大洲盆地、宇和盆地、鬼北盆地等:461。愛媛縣西部的佐田岬半島長度約40公里，是日本最細長的半島。
愛媛縣在日本屬於地震次數較少的地區。
愛媛縣和高知縣在四國喀斯特的地芳峠、篠山曾存在縣境爭議。地芳峠爭議在1924年以愛媛縣勝訴而告終。篠山則以兩縣均分山頂告終:359。
愛媛縣海岸線全長約1,700公里，位居日本第五位。愛媛縣的海岸線可以分為東予至中予的直線沙灘海岸、伊予市至佐田岬半島的直線狀斷層海岸、佐田岬半島以南的谷灣式海岸、藝予群島四個部分。南予的谷灣式海岸形成於第四紀，是因山地沉降而產生，現在是日本重要的水產養殖業地區:461。位於瀨戶內海中部的藝予群島中有部分島嶼由愛媛縣管轄，其總面積約有167平方公里:491。

### 水文
愛媛縣內的河川大多短小湍急，縣內最長的河川是位於南部的肱川，長102.8公里:22。愛媛縣共有745條一級河川，累計全長約1,825公里。二級河川則共有412條，累計全長約1,248公里。四國山地是愛媛縣的分水嶺，其西北側的河流多流向瀨戶內海，東南側的河流則多流向太平洋。由於降水量相對較少，加上河流短小湍急導致難以有效利用，愛媛縣通過修建水庫以確保水資源，其中以四國中央市的富鄉水庫儲水量最多。

### 氣候
愛媛縣內的氣候可以分為瀨戶內海沿岸、四國山地、宇和海沿岸三個地區。瀨戶內海沿岸地區的年降水量祇有1,200至1,300毫米，在日本屬於少雨地區，經常被乾旱困擾:461。四國山地在夏季氣候冷涼多雨，冬季多有積雪，年降水量可達2,000毫米:461。宇和海地區則受黑潮的影響，即使在冬季也氣候溫暖，部分地區全年無霜。這一地區在夏季至初秋常有颱風經過，年降水量在1,600毫米至2,000毫米之間:461。

## 歷史

### 古代歷史

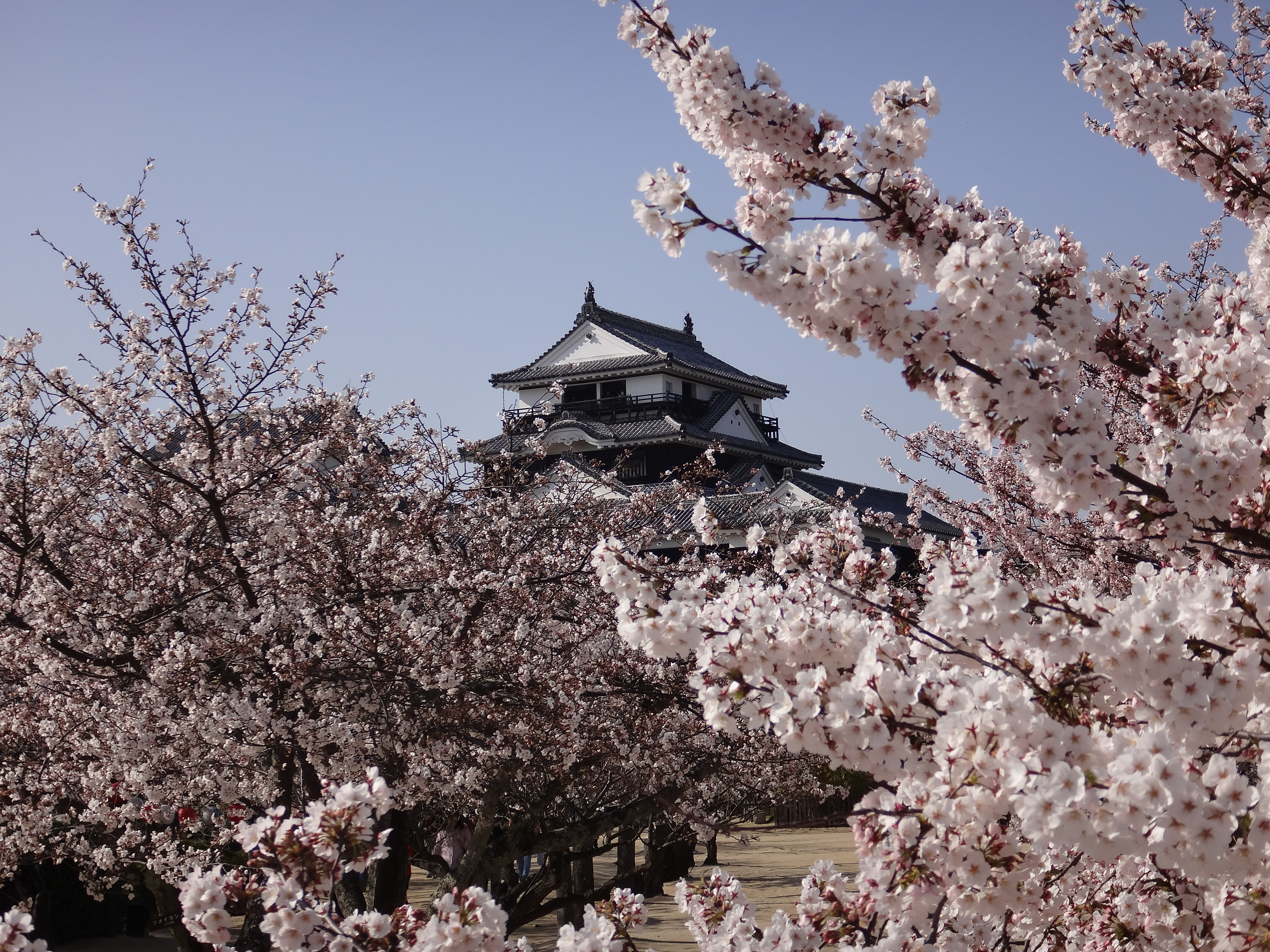
松山城

愛媛縣自舊石器時代開始就已經有人類活動:24，縣內的繩文時代初期遺跡則有歷史超過1萬2千年的上黑岩岩陰遺跡等地。進入繩文時代後期時，愛媛各地人類活動明顯增加，在縣內多地都發現了這一時期的遺跡:24。愛媛縣內的彌生時代初期遺跡很少，但在彌生時代中期之後則隨著水稻栽培開始普及而遺跡也有所增加:24。愛媛縣在彌生時代末期已經開始出現古墳，進入古墳時代之後古墳的數量和規模更大幅增加。愛媛縣內不僅在離島地區亦分佈有古墳，自5世紀後期開始在內陸地區也出現了古墳:31。
大化改新之後，日本開始實施律令制，伊予國也隨之誕生。596年（法興6年），聖德太子曾在道後溫泉入浴:26。在奈良時代和平安時代，伊予國因距離中央朝廷遙遠，是政府控制力較弱的地區，寺社和莊園在當地有較大勢力:27。平安時代後期時，河野氏是伊予國最強大的勢力，曾參與源平合戰:28。1364年（正平19年），細川氏侵入伊予國，南北朝的戰亂蔓延到伊予國:29。與此同時，瀨戶內海離島則是村上水軍等海盜勢力活躍的地區:30。戰國時代時，伊予國最初呈現中予由河野氏割據，南予由西園寺氏、宇都宮氏割據的局面。但隨著長宗我部氏和毛利氏的擴張，伊予國成為這兩大勢力激烈爭奪的地區:31。在四國征伐之後，伊予國完全被豐臣秀吉所掌握:32。

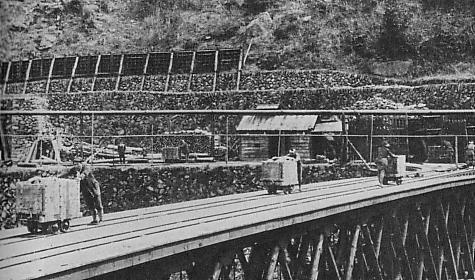
二戰之前的別子銅山

進入江戶時代後，伊予國被分為松山、宇和島、大洲、今治、西條、吉田、小松、新谷八個藩，合稱「伊予八藩」:12。在1587年（天正15年）至1867年（慶應3年）期間，伊予國發生了281次百姓一揆，在日本屬於前列，其中又以南予的宇和島、吉田兩藩最多:38。伊予八藩均積極進行新田開發並鼓勵農民開展副業，以充實藩的財政基礎:39。外樣大名宇和島藩在幕末為緩解財政的嚴峻局面而進行了富國強兵的改革，積極提高農業生產並興建兵工廠。與之相對的是親藩松山藩則實施極為保守的政策:41。

### 愛媛縣的成立
1871年，日本實施廢藩置縣。在經過大規模整併之後，伊予八藩在1872年被分為石鐵縣和神山縣兩個縣。1873年2月，石鐵縣和神山縣合併並改名愛媛縣。1876年，香川縣被併入愛媛縣。但在1888年，香川縣再次獨立，愛媛縣確立了現在的轄區範圍。1888年，愛媛縣開通了四國的首條鐵路。此後愛媛各地競相興建鐵路，而交通的發達也帶動了產業的近代化:42。在明治時期，紡織業是愛媛最重要的產業之一。現在日本最大的毛巾產地今治市的紡織工業就是這一時期紡織工業發展的產物:43。進入大正時期之後，日本因第一次世界大戰而迎來空前的好景氣，愛媛縣內的造紙、電力等工業也有顯著發展:43。然而在經濟發展的同時，愛媛縣也受到1918年米騷動的波及，米價一時暴漲，引發社會混亂:44。1910年代後期，愛媛縣內的造船業、化工業等重工業取得明顯發展，並成為日本化纖工業的中心之一:45。第二次世界大戰爆發之後，政府對民眾生活的管制與日俱增。1942年開始，愛媛縣不僅開始對米、糖等重要生活物資實行配給制，還要求家庭獻出金屬以生產戰機:45。1945年3月，愛媛縣也開始遭到美軍空襲。在愛媛縣遭到的空襲中，以松山市在1945年7月26日遭到的空襲規模最大，市內55%的建築被燒。
戰後愛媛一度陷入混亂。為解決嚴重的糧食和住宅不足的問題，政府一度強制農民提供大米，導致農民發起暴動:46。愛媛縣在戰後還在1946年遭到地震的打擊，並在1940年代後期遭到多個強颱風侵襲，更加劇糧食不足問題:46。1950年代初期，愛媛縣對縣內市町村進行大規模合併，並提出了大規模綜合開發計劃，經濟開始快速發展:46。1964年，愛媛縣的柑橘產量達到日本首位:47。同時在1960年代，東予地區被指定為新產業都市，加快了愛媛縣的經濟發展:48。現在的愛媛縣是四國的主要工業縣之一，但也面臨南予地區開發滯後和過疏化、人口過於集中松山市等問題:49。

## 行政區劃
| 東予地方 中予地方 西予地方 |

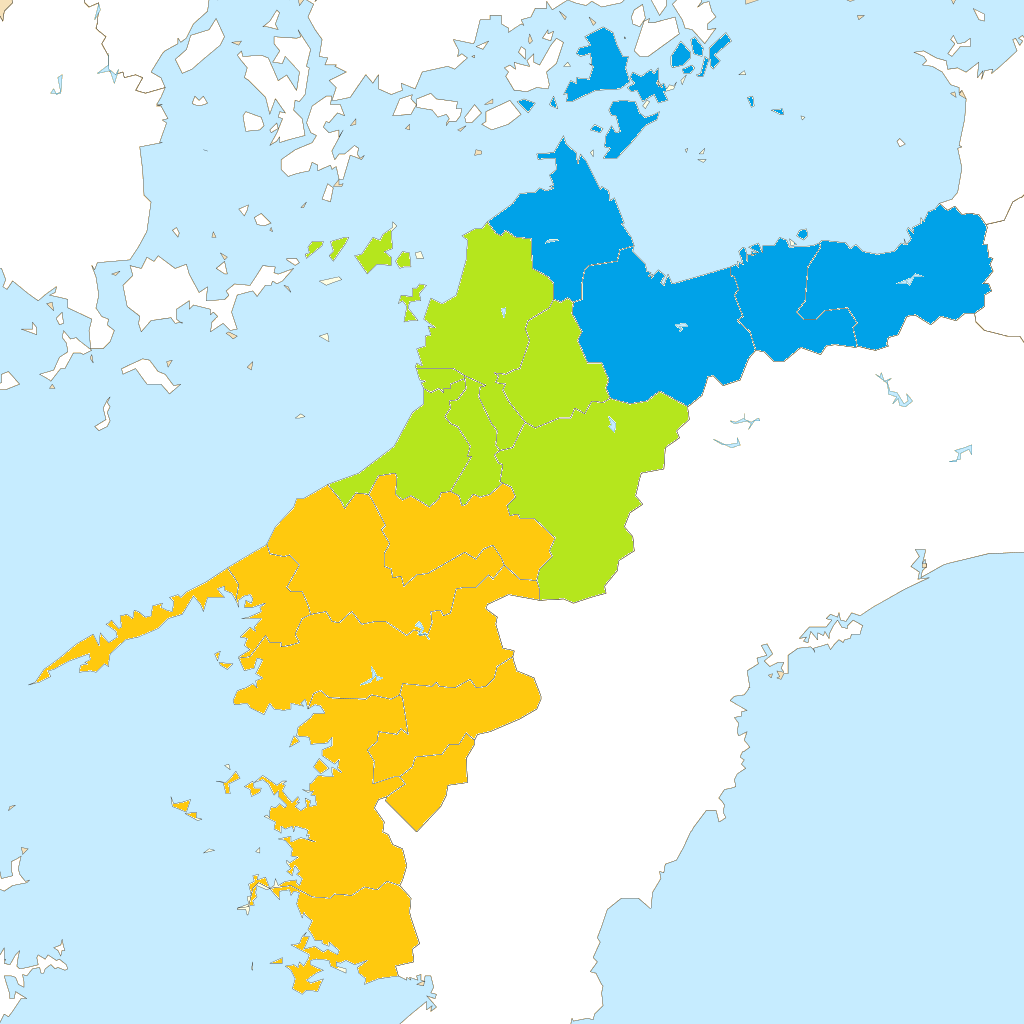
愛媛縣的三個區域
東予地方
中予地方
西予地方

在經過平成大合併之後，愛媛縣內的市町村數從70減少到現在的11市9町。愛媛縣通常被分為東予、中予、南予三個地區。
東予包括今治市、西條市、新居濱市、四國中央市、上島町四市一町，又可分為東部和西部。東予東部包括了西條市、新居濱市、四國中央市。東予西部包括今治市、上島町。今治市是東予最大的城市，擁有獨立都市圈。
中予包括松山市、伊予市、東溫市、久万高原町、砥部町、松前町三市三町。中予可分為松山、中予西部、上浮穴、忽那諸島四個地區，松山市是中予生活圈的中心。
南予包括大洲市、八幡濱市、宇和島市、西予市、內子町、伊方町、鬼北町、松野町、愛南町四市五町。南予可分為大洲、八幡濱、宇和・野村、鬼北、宇和島、城邊六個地區。南予佔愛媛縣面積的四成以上，但人口佔比遠低於面積佔比。

## 人口
在1920年日本首次人口普查時，愛媛縣有人口約104.7萬人。1950年，愛媛縣人口突破150萬人大關。但自1960年之後，由於人口流出嚴重，愛媛縣人口一度減少，在1970年時減少到祇有約141.8萬人。1970年代之後，愛媛縣的人口再次開始增加。1985年時，愛媛縣有人口約153萬人。此後由於人口老齡化、少子化的進展，愛媛縣人口再次開始減少。2022年11月1日時，愛媛縣有人口1,305,543人。
愛媛縣人口往松山市所在的中予地方集中的趨勢十分明顯。1980年代之後，中予地方已取代東予地方，成為愛媛縣人口最多的地區，並且東予地方和南予地方人口佔愛媛縣總人口的比重持續減少。2020年，愛媛縣的總和生育率有1.4，略高於日本平均水準1.33，在日本排名第27位。
愛媛縣的外國人人口在2021年有1.19萬人，其中以越南人最多，其次是中國人。

## 政治

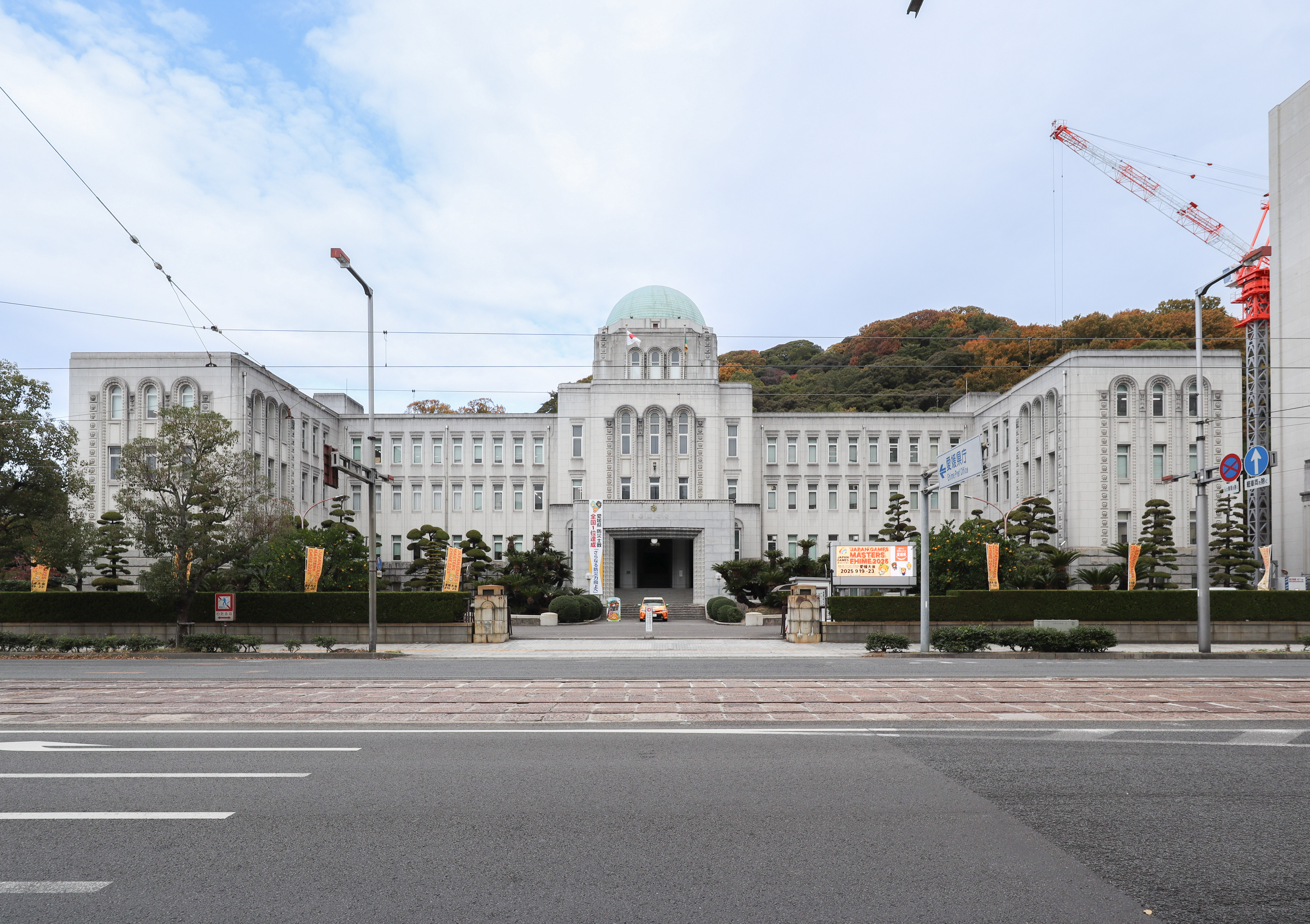
愛媛縣廳

1996年日本導入小選舉區制之後，在眾議院選舉中，愛媛縣被劃分為4個選舉區。這四個選舉區均是自民黨擁有壓倒性優勢的保守王國，除了愛媛縣第3區在2009年和2017年眾議院選舉由前民主黨、現希望之黨候選人白石洋一當選之外，其他三個選舉區在歷次選舉都是由自民黨人當選。在參議院選舉中，愛媛縣屬於愛媛縣選舉區，共有2名議員。目前自民黨壟斷了愛媛縣選舉區的參議院議席。
愛媛縣知事也多由保守派人士擔任。現任愛媛縣知事是中村時廣。他在2010年首次當選，並在2014年、2018年和2022年順利連任。在當選知事之前，中村曾擔任松山市長、眾議院議員和愛媛縣議會議員。愛媛縣議會共有47名議員，其中自民黨是最大黨派，有15名議員。2019財年，愛媛縣的財政力指數有0.443，低於日本平均值0.522，排名所有都道府縣中第28位。

## 經濟

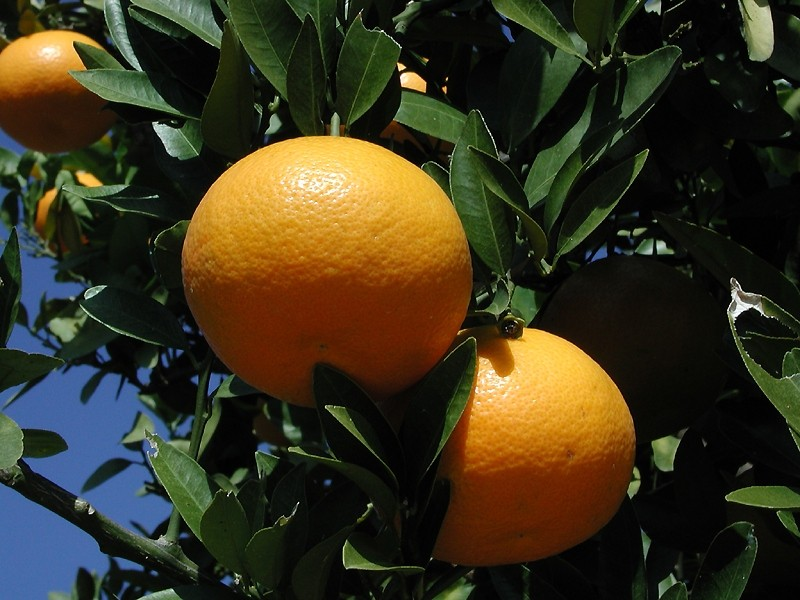
伊予柑是愛媛特產的蜜柑

愛媛縣在2019財年的縣內生產總值有51482億日元，佔日本全國的0.92%。人均縣民所得有271.7萬日元，相當於日本平均值的85.4%。就產業構成來看，第一產業佔愛媛縣縣內生產總值的1.6%、第二產業佔30%、第三產業佔68.2%。  

### 第一產業
愛媛縣的耕地面積有5.04萬公頃，第一產業就業人口約有5.24萬人，2021年度的農業生產額有590億日元。愛媛縣農業生產的一大特徵是果樹類佔比較高，而稻米類則佔比較低。在愛媛縣的農業生產額中，以蜜柑比重最大，其次是豬肉和大米。
愛媛縣因氣候晴朗溫暖而適宜栽培蜜柑，栽培歷史開始於江戶時代末期，是日本最大的蜜柑產地之一，有「柑橘王國」之稱。2019年，愛媛縣的溫州蜜柑產量位居日本第二，柑橘類水果總產量則是日本第一。除了最主要的溫州蜜柑之外，愛媛縣還生產伊予柑、椪柑等多種柑橘類水果，近年更積極轉換生產「甘平」等高品質蜜柑品種。按栽培面積來看，八幡濱市、宇和島市是愛媛縣最大的蜜柑產地。這一地區栽培的蜜柑品種以溫州蜜柑為主:507-509。愛媛縣府松山市及其附近地區亦是重要的蜜柑產地，品種以伊予柑的比例相對較高:475。
在其它農產品方面，松山市附近地區因靠近消費地而成為愛媛縣最大的蔬菜產地，主要栽培品種是萵苣:476-477。松山平原也和周桑平原並列為愛媛縣主要的水稻產地:486-487。南予的大洲盆地是愛媛縣另一重要的蔬菜產地，生產品種十分多樣:510-512。久萬高原利用其冷涼氣候，主要生產番茄、青椒等蔬菜:480。東部的宇摩平原地區因缺水而畜產業發達，尤以養豬和養雞為盛:485。南予的肱川地區是愛媛縣另一畜產地帶，以養牛和養豬為主:512-515。愛媛縣的森林覆蓋率有71%，高於日本平均值。其中九成是民有林，一成是國有林，是日本前列的木材生產縣。
2015年，愛媛縣的漁業生產金額達14,878億日元，位居日本第三位，其中養殖部分更達第二位。愛媛縣主要的水產品有沙丁魚、日本竹筴魚、白帶魚、真鯛、蝦類等。愛媛縣還是日本珍珠生產大縣，有「珍珠王國」之稱:78-79。

### 第二產業

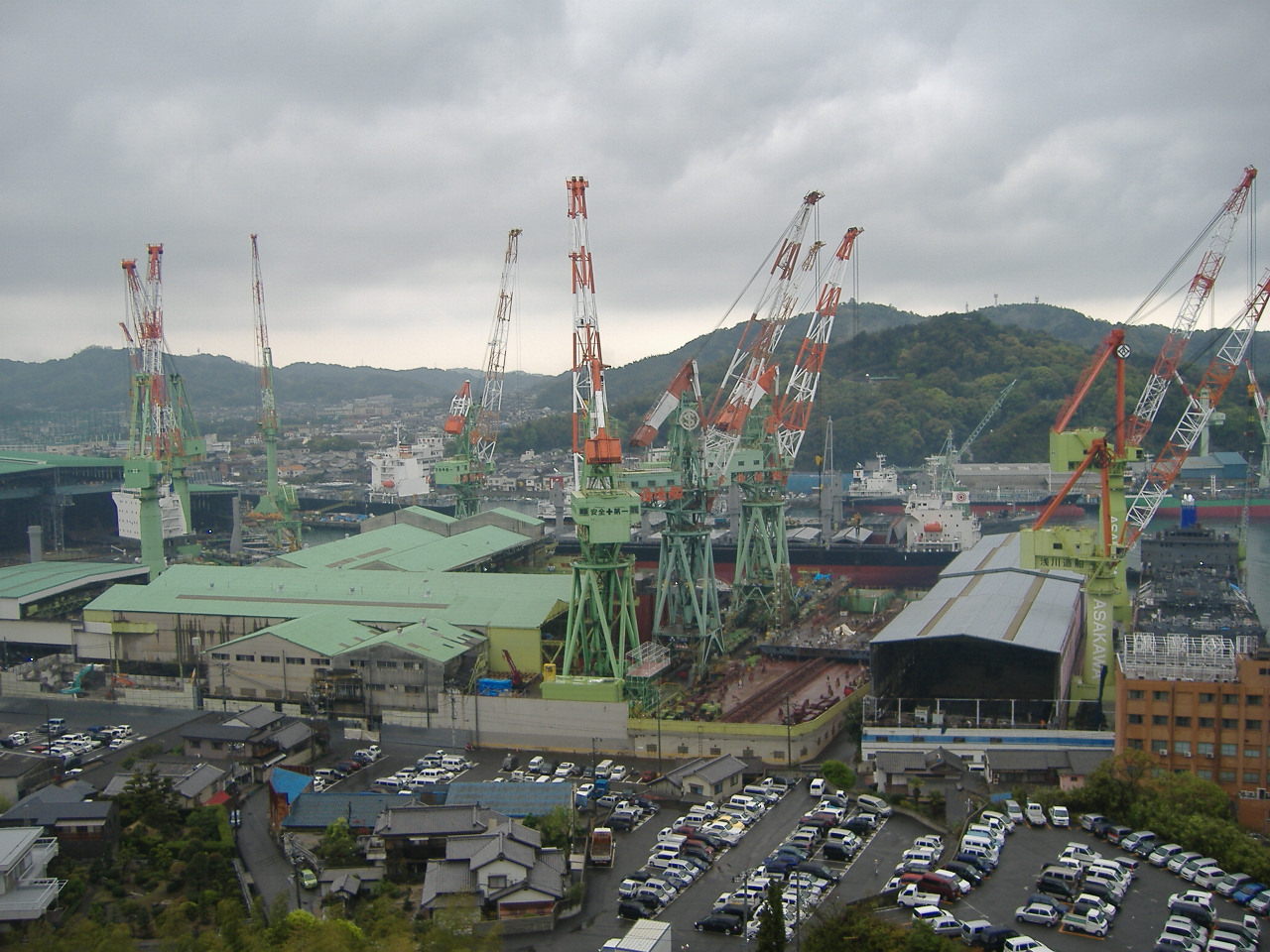
今治造船

2019年，愛媛縣工業品生產金額有43,088億日元，位居日本第25位。就金額來看，非鐵金屬在愛媛縣工業中佔有最大比重，其次是石油、造紙、輸送用機械。這四個產業均擁有10%以上的比重，合計佔愛媛縣工業總產值的半數以上。就地區分佈來看，愛媛縣的工業主要集中在東予，南予則工業發展滯後。以造船、毛巾等產業著稱的今治市是愛媛縣最大的工業城市，工業品生產額佔愛媛縣總量的24.5%。新居濱市、西條市的工業品生產額均佔愛媛縣總值的近二成，分居二、三位。四國中央市、松山市也有超過一成比例。四國中央市自2004年以來一直是日本造紙業產值最高的城市。愛媛縣雖然不是大型消費市場，但因鄰近京阪神這一巨大消費市場加上水路交通便捷，使得眾多縣外企業在愛媛設廠。愛媛縣的工業品生產金額中，縣外資本佔過半數比例:463。在愛媛縣設有工廠的主要企業有住友集團（新居濱市被稱為是住友集團的公司市鎮）、日新製鋼、朝日啤酒、帝人等。總部設在愛媛縣的企業則有今治造船、井關農機、愛媛飲料、大王製紙、嬌聯等企業。

### 第三產業

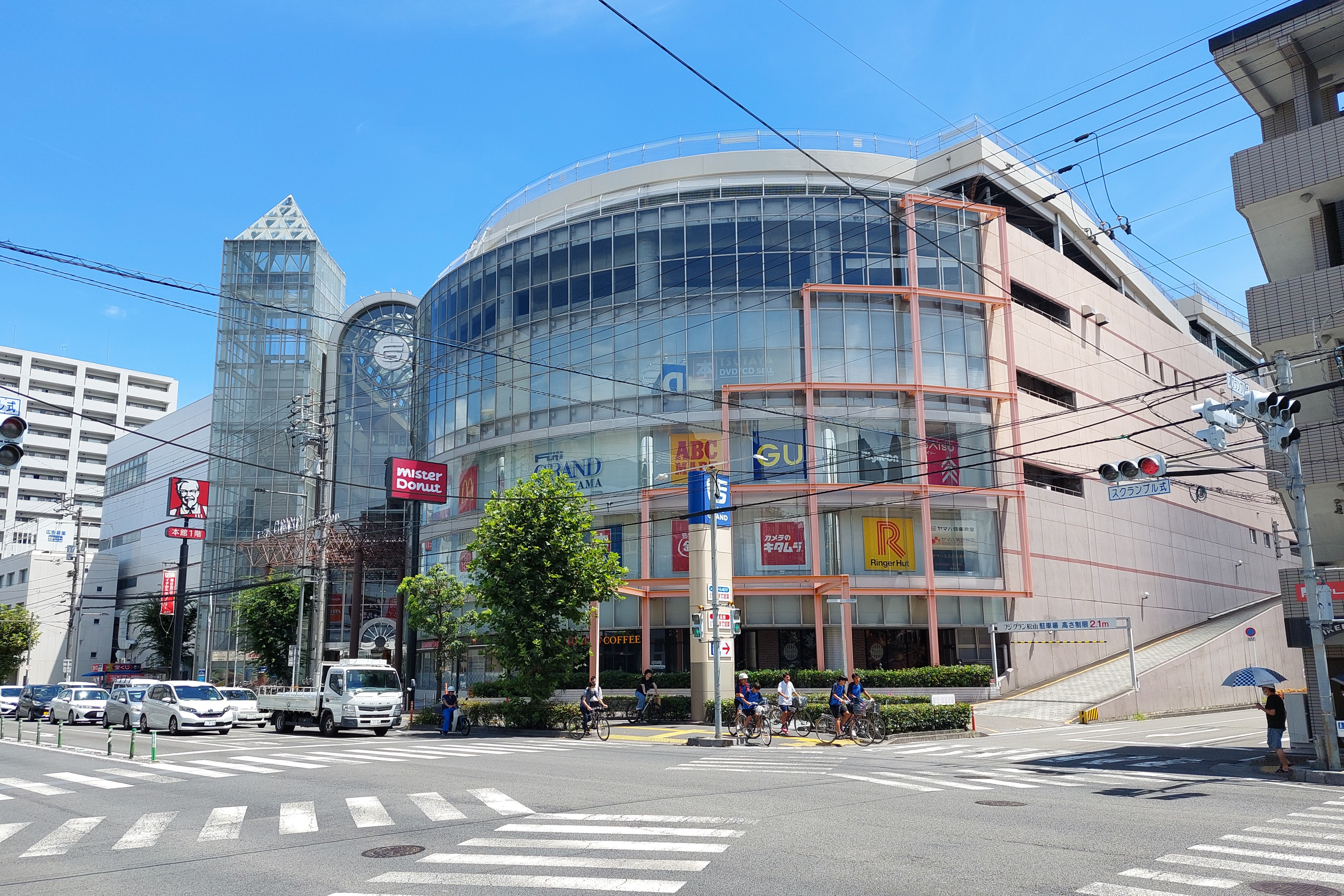
松山市的富士超市

愛媛縣內有伊予銀行和愛媛銀行兩家地方銀行。2013年度，愛媛縣的年度商品銷售額有31,373億日元。松山市集中了愛媛縣約四成的商品銷售額。富士超市是發祥於愛媛縣的零售業企業中規模最大的公司，共有95個店鋪，是四國地方規模最大的連鎖超市企業，並在廣島縣、山口縣也開設有店鋪。2015年，到訪愛媛縣的觀光客人數達2,708.5萬人（其中1,132.3萬人來自愛媛縣外），創出新高紀錄，並為愛媛縣帶來1,101億日元的消費。愛媛縣是四國地方電信業的中心，NTT將其在四國的總部設在松山市:473。近年愛媛縣通過提供獎金等措施積極招商吸引信息技術企業在愛媛縣投資創業。

## 文化

### 方言
愛媛縣的方言統稱為伊予方言，屬於四國方言。伊予方言中的中予方言和東予方言受到近畿方言較強的影響，南予方言則受九州方言的影響較強。在發音方面，東予方言屬於讚岐式重音，中予方言則屬於京阪式重音，南予地區則一型式重音和東京式重音混雜:91。

### 文學
愛媛縣出身的俳人眾多，縣內有超過一千個句碑，因此有「俳句王國」之稱，縣內各地舉辦有眾多俳句文化活動:124-125。愛媛縣出身的俳人有正岡子規、種田山頭火、高濱虛子、河東碧梧桐等人。日本文豪夏目漱石在1895年曾在松山從事英語教師的工作，他的名作《少爺》就是以自己在松山的生活經驗為素材。

### 飲食
愛媛縣飲食的特點之一是較多使用海鮮作為食材，具代表性的鄉土料理有佐妻汁、鯛魚飯等。在學校給食的米飯中添加柑橘果汁也體現出了愛媛縣農業的特色:136-137。鯛魚是瀨戶內海的名產，愛媛縣內的各地的鯛魚飯也具有自己的特色:138-139。佐妻汁是南予地方特色的鄉土料理，「佐妻」是由昭和天皇所起:140-141。愛媛縣還是四國最大的日本酒產地:142-143。

### 節慶活動

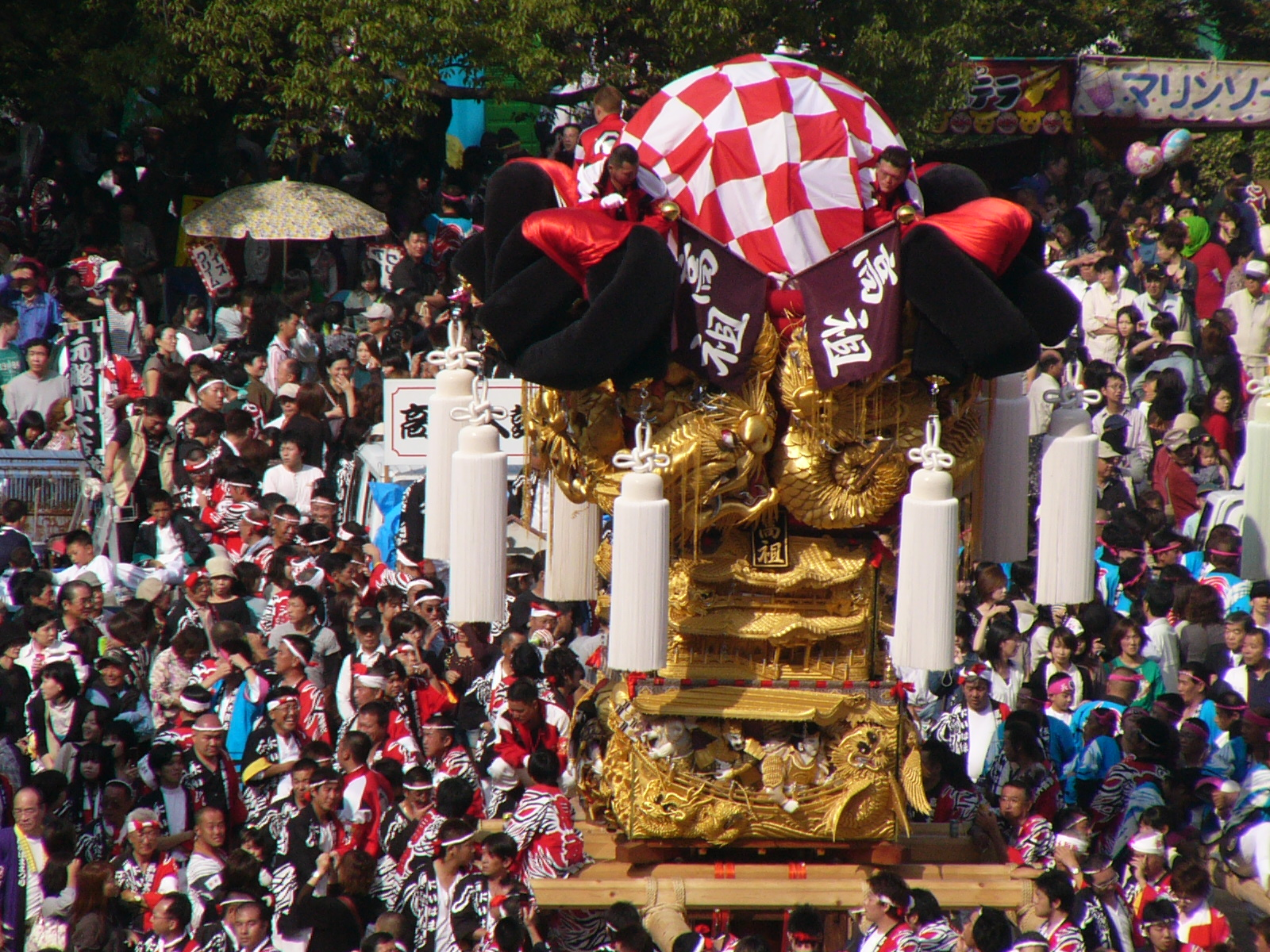
新居濱太鼓祭

在「四國四大祭」中，松山祭和新居濱太鼓祭都是愛媛縣的節慶活動。新居濱太鼓祭在每年10月16日至18日舉行，以豪華絢爛的太鼓台著稱，每年有約10萬人參觀。松山祭於每年八月舉行，開始於1966年，以野球拳而著稱。除了這兩大節慶活動之外，愛媛縣著名的節慶活動還有四國中央市的同樣以太鼓台而聞名的土居太鼓祭、宇和島市的以鬥牛著稱的和靈大祭、西條市四個神社的祭禮總稱西條祭等傳統節慶活動。

## 教育
愛媛大學創立於1949年，是愛媛縣唯一的國立大學，擁有超過9000學生。現在愛媛大學共有7個學院，除了醫學院和附屬醫院之外的各學院均位於松山市，醫學院則位於東溫市。愛媛縣立醫療技術大學是愛媛縣唯一的公立大學。愛媛縣主要的私立大學則有松山大學、聖凱瑟琳大學，均位於松山市。

## 體育
愛媛縣有「棒球王國」之稱，棒球運動十分興盛。愛媛縣的學校六次獲得過全國高等學校野球選手權大會的錦標:122-123，其中有五次都是由愛媛縣立松山商業高等學校獲得。以愛媛縣為主場的職業棒球俱樂部有四國島聯盟的愛媛橘子海盜。
愛媛縣內有兩家職業足球俱樂部，分別是愛媛足球會和今治足球會，兩者現均參加日本職業足球丙級聯賽（J3）。愛媛還擁有愛媛維京人一家B聯賽的球隊。愛媛縣主要的體育設施有松山市的愛媛縣綜合運動公園和松山中央公園棒球場（少爺球場）。

## 媒體
愛媛新聞創刊於1876年，並在1941年和南予時事新聞、伊予新報統合，成為愛媛縣唯一的地方報紙。2022年時，愛媛新聞日發行量超過18.6萬份，是四國發行量最多的地方報紙，並佔據愛媛縣內近六成的市場份額。
NHK松山放送局自1941年開始播出廣播節目，自1957年開始播出電視節目，是NHK在四國地方的據點局。NNN的南海放送是愛媛縣的第一家商業廣播，亦是愛媛縣唯一的廣電兼營企業。愛媛縣其它三家商業電視台包括FNN的愛媛電視台、JNN的愛電視台、ANN的愛媛朝日電視台。FM愛媛是愛媛縣唯一的調頻廣播電台，亦是四國第一家民營FM電台。

## 觀光

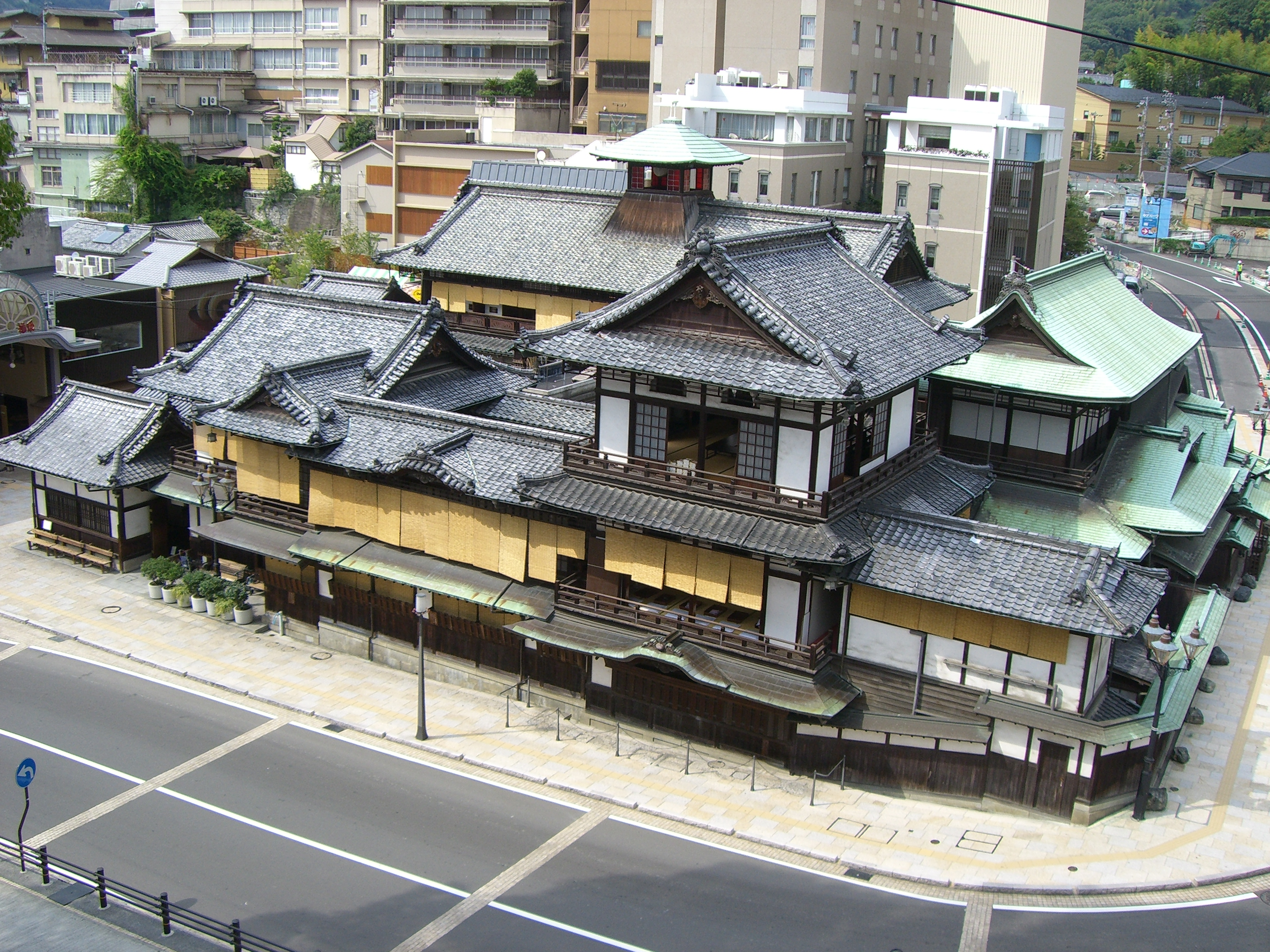
道後溫泉本館

愛媛縣無論人文還是自然觀光資源都很豐富。松山城自江戶時代開始就是松山的中心，是江戶時代最後的完整的城郭建築，天守閣是日本十二現存天守之一。松山城天守屬於連立式天守，位於高132米的城山之上，天守本身高度有30米，在此可一覽松山市全景。松山城的二之丸史跡庭園種植有多種柑橘，通過流水、砂石、草坪再現昔日房間構造。宇和島城擁有愛媛縣的另一座現存天守，由築城名家藤堂高虎設計，修建於1601年。兩座城郭的天守都在二戰中躲過空襲，並被選入重要文化財和日本100名城。除了這兩座城郭之外，愛媛縣的湯築城、大洲城、今治城也被選入日本100名城，並且今治城也是日本三大水城之一。愛媛縣全縣有約20處溫泉度假區，有「溫泉王國」之稱，其中又以道後溫泉最為著名:8-9。道後溫泉位於松山市區東部，屬於非火山性溫泉，在《日本書紀》、《源氏物語》等古文獻中就已經登場，是「日本三古湯」之一。道後溫泉本館修建於1894年，耗時約20個月，耗資約13萬5000萬日元，在當時可說是相當驚人的金額（自德國進口的少爺列車一輛需要9700日元），被列入近代化產業遺產，並且是電影千與千尋中「油屋」的原型之一:26-27。道後溫泉附近還有湯築城所在地道後公園、道後商店街等景點。愛媛縣其他主要溫泉度假區還有今治市的湯之浦溫泉、西條市的本谷溫泉等地。
愛媛縣內有足摺宇和海國立公園、瀨戶內海國立公園兩處國立公園和石鎚國定公園一處國定公園，其中足摺宇和海國立公園和石鎚國定公園的大部分地區位於愛媛縣內。足摺宇和海國立公園以豐富多樣的海岸線地形而著稱。石鎚國定公園內有多種森林分佈，是觀賞紅葉的勝地。位於愛媛、高知兩縣交界處的四國喀斯特是日本三大喀斯特地形之一，也是愛媛縣主要的自然觀光資源之一。

## 交通

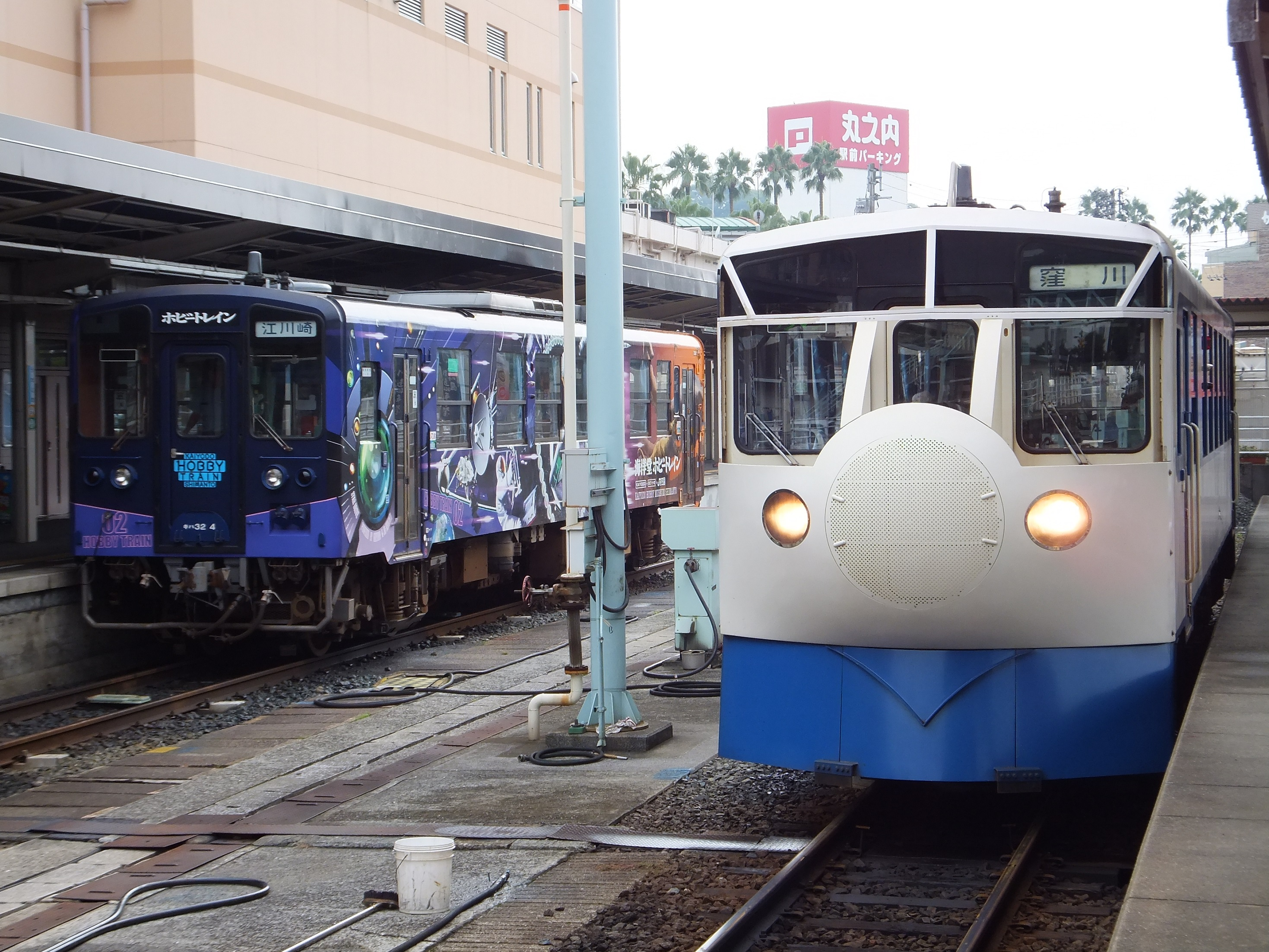
宇和島站

愛媛縣內的鐵路交通由四國旅客鐵道（JR四國）和伊予鐵道運行。JR四國在愛媛縣內運行有連接香川和愛媛兩縣的予讚線、連接愛媛和高知兩縣的予土線、行經愛媛縣西部的內子線三條路線。縣內主要特急列車有連接岡山站和松山站的潮風號列車、連接高松站和松山站的石鎚號列車、連接松山站和宇和島站的宇和海號列車。伊予鐵道是日本歷史第二久的民營鐵路企業，主要服務松山市區及近郊民眾，經營有高濱線、横河原線、郡中線三條連接松山市中心和郊外的鐵道路線，以及城北線、城南線、本町線、大手町線、花園線五條松山市中心的路面電車路線。
愛媛縣內有松山自動車道、高松自動車道、德島自動車道、高知自動車道、今治小松自動車道、西瀨戶自動車道六條高規格幹線道路。JR四國巴士、伊予鐵道、瀨戶內運輸是愛媛縣內主要的巴士業者。
愛媛縣內的主要港口有川之江港、新居濱港、今治港、松山港、宇和島港等地。松山機場開業於1959年，位於松山市西郊約6公里的沿海處，跑道全長2500米，是愛媛縣內唯一的民航機場。松山機場現在有飛往羽田、成田、中部、關西、伊丹、福岡、鹿兒島、那霸等地的國內航班，並有飛往上海浦東國際機場的定期國際航班。

## 友好交流政區
在2001年發生愛媛丸事件之後，愛媛縣在事件的善後處理和美國夏威夷州之間進行多項合作，並在2003年11月21日簽約成為姊妹提攜政區。出身於四國的高僧空海曾在唐朝長安青龍寺留學，四國各縣因此在20世紀開始和中國陝西省展開各種交流活動。2015年7月30日，愛媛縣和陝西省簽約成為友好都市。